# هندريكي فان أنديل شيبر
هندريكي فان أنديل شيبر ( ولدت في 29 يونيو 1890– 30 أغسطس 2005) كان معمرًا هولنديًا تجاوز عمره 115 عامًا و62 يومًا. إنه أكبر شخص على الإطلاق من هولندا، حيث حطمت الرقم القياسي السابق لكاثرينا فان دام، ومنذ 29 مايو 2004 أصبحت أكبر شخص تم التحقق من صحته في العالم، أكبر شخص حي في هولندا في 16فبراير 2001 ، عن عمر يناهز 110 أعوام و 232 يوم.

## حياتها
وُلدت فان أندل-شيبر باسم هندريكيا شيبر في قرية صغيرة تُدعى سميلده بمقاطعة درينثه. كانت ولادتها مبكرة، مما أثار شكوكًا حول قدرتها على البقاء على قيد الحياة، لكن بفضل الرعاية المتفانية من جدتها خلال الأسابيع الأربعة الأولى من حياتها، استعادت عافيتها. في الخامسة من عمرها، أصيبت بالمرض في أول يوم لها بالمدرسة، وتم سحبها منها بناءً على نصيحة طبيب محلي. كان والدها مدير المدرسة المحلية، وتولى تعليمها القراءة والكتابة.
أظهرت اهتمامًا بالمسرح منذ صغرها، لكن اعتراض والدتها حال دون متابعة حلمها في التمثيل، فاختارت بدلاً من ذلك أن تصبح معلمة تطريز. في سن 46 عامًا، التقت بزوجها المستقبلي ديك فان أندل، الذي كان يعمل مفتش ضرائب في أمستردام. غادرت منزل والديها وتزوجت منه في عام 1939، واتخذت اسم "فان أندل-شيبر"، وهو اسم مألوف في هولندا.
خلال الحرب العالمية الثانية، انتقلت مع زوجها إلى هوغيفين، حيث اضطرت إلى بيع المجوهرات للمساعدة في تأمين تكاليف الطعام أثناء الاحتلال الألماني. توفي زوجها بسبب السرطان عام 1959. وفي سن 100، خضعت لعملية استئصال الثدي بعد تشخيص إصابتها بسرطان الثدي. استمرت في العيش بمفردها حتى انتقلت إلى دار التقاعد عندما بلغت 105 سنوات.
أصبحت أكبر امرأة معترف بها في أوروبا بعد وفاة ماريا تيريزا فومارولا ليجوريو في مايو 2003، وهو أكبر شخص معترف به في أوروبا عند وفاة جوان ريودافيتس في مارس 2004. في أعقاب وفاة شارلوت بنكنر في أوائل شهر مايو في عام 2004 أصبحت فان أندل شيبر ثاني أكبر شخص معترف به في العالم بعد رامونا ترينيداد إغليسياس جوردان، التي أدى وفاتها في وقت لاحق من ذلك الشهر إلى جعلها أكبر شخص في العالم عن عمر يناهز 113 عامًا و335 يومًا. ومع ذلك، كانت ماريا كابوفيلا من الإكوادور أكبر سناً، لكن ادعائها لم يتم التحقق منه بعد.
وفي عام 2005، بمناسبة عيد ميلادها الـ115، استقبلت زيارة من زوجة ابن الملكة بياتريكس ملكة هولندا ووفد من نادي أياكس لكرة القدم. في آخر مرة زارها فريق أياكس، اشتكت من أن المقيمين الآخرين في دار التمريض الخاصة بها كانوا "أشخاصاً من الريف لا يفهمون كرة القدم". لقد كانت من مشجعي نادي أياكس أمستردام لكرة القدم منذ أن حضرت مباراة للفريق قبل أكثر من 80 عامًا. خلال سنواتها الأخيرة كانت آخر مواطنة هولندية تولد في عهد الملك ويليام الثالث الذي توفي عام 1890.

## وقاتها
توفيت أثناء نومها في 30 أغسطس 2005، بعد شهرين من احتفالها بعيد ميلادها الـ115. ظلت محافظة على وعيها العقلي حتى وفاتها، رغم معاناتها من ضعف متزايد. قبل أيام قليلة من رحيلها، أخبرت مدير دار الرعاية، يوهان بيجينغ، أن الأجواء كانت مريحة، لكنها شعرت أن "الرجل في الطابق العلوي" قد أشار إلى أن وقتها قد حان. كانت قد قررت التبرع بجسدها للعلم عندما بلغت 82 عامًا. وكشف تشريح الجثة الذي أجرته جامعة جرونينجن أنها توفيت نتيجة سرطان معدة غير مكتشف، حيث بلغ حجم الورم في معدتها حجم قبضة يد صغيرة. عند وفاتها، كانت ثاني أكبر شخص على قيد الحياة بعد ماريا كابوفيلا.

## طول العمر
صرحت فان أندل شيبر أن سر طول عمرها هو تناول وجبة من سمك الرنجة يوميًا وشرب عصير البرتقال. وأضافت لاحقًا مازحة "التنفس". وفي مناسبة أخرى، قدمت النصيحة التالية: "لا تدخن ولا تشرب الكثير من الكحول. فقط القليل من الأدفوكات مع الكريمة يوم الأحد والأعياد. ويجب أن تظل نشطًا".
في 9 ديسمبر 2005، اعترفت موسوعة غينيس للأرقام القياسية بمطالبة ماريا كابوفيلا البالغة من العمر 116 عامًا من الإكوادور بأنها أكبر شخص في العالم، لتحل محل فان أندل شيبر من اللقب المنقح، لتصبح أكبر شخص على قيد الحياة في العالم في 29 May 2004 ، بعد وفاة رامونا ترينيداد إغليسياس جوردان، أصبحت أكبر شخص على قيد الحياة في العالم في سن 113 سنوات و335 أيام عامًا.
في يونيو 2008، قال جيرت هولستيج ، أستاذ في جامعة جرونينجن، بعد تحليل ما بعد الوفاة لدماغ فان أندل شيبر أنه لم يكن هناك سوى القليل من الدلائل على أنواع المشاكل في الدماغ، بعضها مرتبط بمرض الزهايمر ، والتي توجد عادة في الأفراد الذين يعيشون إلى أعمار متقدمة. وفقًا لهولستيج، كان دماغها هو أول دماغ معروف في مثل هذا العمر المتقدم "لم يكن يعاني من هذه المشاكل".
تم تحليل الجينوم الكامل بواسطة المركز الطبي لجامعة VU في أمستردام ، الذين يبحثون في جينات طول العمر. ولم يظهر تشريح جثتها أي أثر للخرف، والذي اعتبره بعض العلماء جزءًا لا مفر منه من الشيخوخة.
تشير دراسة نشرت في مجلةالأبحاث إلى أن مفتاح طول عمر فان أندل شيبر قد يكمن في خلاياها الجذعية، التي تقاوم العدوى. كان نظامها متفوقًا في إصلاح الخلايا التي تحتوي على طفرات خطيرة أو التخلص منها. وأشار مؤلف الدراسة إلى أن الشخصية قد يكون لها علاقة أيضًا بطول العمر: فالأشخاص الذين يعيشون لأكثر من 100 عام يميلون إلى أن يكون التسامح سمة شخصية مشتركة. إنهم يميلون إلى التركيز على شيء إيجابي عندما يحدث شيء سيء. كلما أصابتها مصيبة، كان رد فعل فان أندل شيبر هو القول "لا جدوى من التذمر". وقد ربطت دراسة أخرى بين طول العمر، كما تجسد في حالة فان أندل شيبر، والمواقف الإيجابية تجاه عملية الشيخوخة نفسها.